# Scuderie di W Series
Dalla seconda stagione (2021) è prevista la creazione di scuderie. Segue la lista delle scuderie che hanno partecipato al campionato di W Series, aggiornata alla gara di Ungheria 2021:
| Squadra              | Stagioni | Periodo | Gare | Vittorie | Pole | GPV | Titoli squadra | Titoli piloti |
| -------------------- | -------- | ------- | ---- | -------- | ---- | --- | -------------- | ------------- |
| Puma W Series Team   | 1        | 2021    |      |          |      |     |                |               |
| Bunker Racing        | 1        | 2021    |      |          |      |     |                |               |
| Ecurie W             | 1        | 2021    |      |          |      |     |                |               |
| Sirin Racing         | 1        | 2021    |      |          |      |     |                |               |
| M. Forbes Motorsport | 1        | 2021    |      |          |      |     |                |               |
| Racing X             | 1        | 2021    |      |          |      |     |                |               |
| Scuderia W           | 1        | 2021    |      |          |      |     |                |               |
| W Series Academy     | 1        | 2021    |      |          |      |     |                |               |
| Veloce Racing        | 1        | 2021    |      |          |      |     |                |               |

 In grassetto le squadre in attività.